# 압하지야
압하지야(압하스어: Аԥсны 아프스느, 조지아어: აფხაზეთი 아프하제티, 러시아어: Абха́зия 압하지야[*], 문화어: 아브하지야) 또는 압하스(Abkhaz)는 흑해의 남쪽 연안과 캅카스의 남서쪽에 위치한 미승인 국가로 압하지야인이 주로 거주한다. 수도는 수후미이다. 압하지야의 정부는 압하지야 공화국(압하스어: Аҧсны Аҳәынҭқарра 아프스느 아후은트카라, 러시아어: Респу́блика Абха́зия 레스푸블리카 압하지야[*])라는 이름의 독립 국가임을 주장하고 있으며, 현재 러시아, 니카라과, 베네수엘라, 나우루, 시리아, 남오세티야, 트란스니스트리아등 소수의 국가들이 인정했다.
조지아 정부, 유엔, 그리고 세계 다수 정부들은 압하지야를 조지아의 영토로 여기고 있지만, 조지아는 이 지역을 통제하지 못하고 있다. 조지아 공식 명칭에 의하면, 압하지야는 트빌리시에 망명 정부가 있는 압하지야 자치 공화국이라는 이름의 자치 공화국이다.
압하지야 독립은 조지아-압하스 충돌의 중요 현안이다. 1991년까지 더 넓은 지역이 소련의 부분이 되어 갔는데, 1980년대 후반부터 소련이 해체되기 시작하자, 조지아의 독립을 둘러싼 압하지야인과 조지아인의 종족 갈등이 심화되었다. 이것은 1992년 압하지아 전쟁으로 이어졌고, 조지아 군대의 패배로 끝나며 압하지야는 사실상 독립하였고 압하지야에 거주했던 조지아인의 대량 이동과 이들에 대한 인종 청소가 이루어졌다. 다만, 상부 압하스 지역은 조지아가 계속 통치했다. 1994년 모스크바 협정과 수 년의 협상에도 불구하고, 압하지야의 독립 분쟁은 해결되지 못하였다. 그리고 유엔 평화 유지군의 장기간 주둔과 독립 국가 연합(CIS)의 평화 유지 작전에도 불구하고, 분쟁은 수차례 일어났다. 압하지야에 대한 러시아의 공식 인정, 모스크바 협정의 취소, 그리고 유엔 및 OSCE의 철수에 이어 결국 2008년 8월, 양쪽은 2008년 남오세티야 전쟁에서 싸우게 되었다. 조지아의 패배로 압하지야 전역이 이 미승인 국가의 통치에 놓이게 됐다. 그리고 그해 8월 26일, 조지아 의회는 압하지야를 러시아의 점령지임을 선포하는 결의안을 통과시켰다. 국제 사회의 대다수는 압하지야가 러시아 군대에 의해 장악되었다고 여긴다. 러시아는 유럽연합 감시단의 압하지야 입국을 허용하지 않는다.
압하지야, 트란스니스트리아, 남오세티야 이 세 국가들은 서로 간의 친선 관계를 유지하고 있다.

## 어원
압하지야인들은 자신들의 국가를 Аҧсны (압스니)로 부르며, 이는 "영혼들의 땅/국가"의 의미로 크게 알려져 있지만, 단어 자체의 의미는 "필멸 (필멸의 생명들)의 국가"이다. 압스니는 7세기 아르메니아어 문서에서 팬(운)으로 처음 등장하여, 압실린인들을 일컬었던 걸로 추정된다.
러시아어 명칭 Абхазия (압하지야)는 조지아어 명칭 აფხაზეთი (압하제티)에서 어원을 따왔다. 민그렐어로는 აბჟუა (압주아) 또는 სააფხაზო (사압하조)의 명칭으로 알려져 있다.

## 역사

### 고대 역사

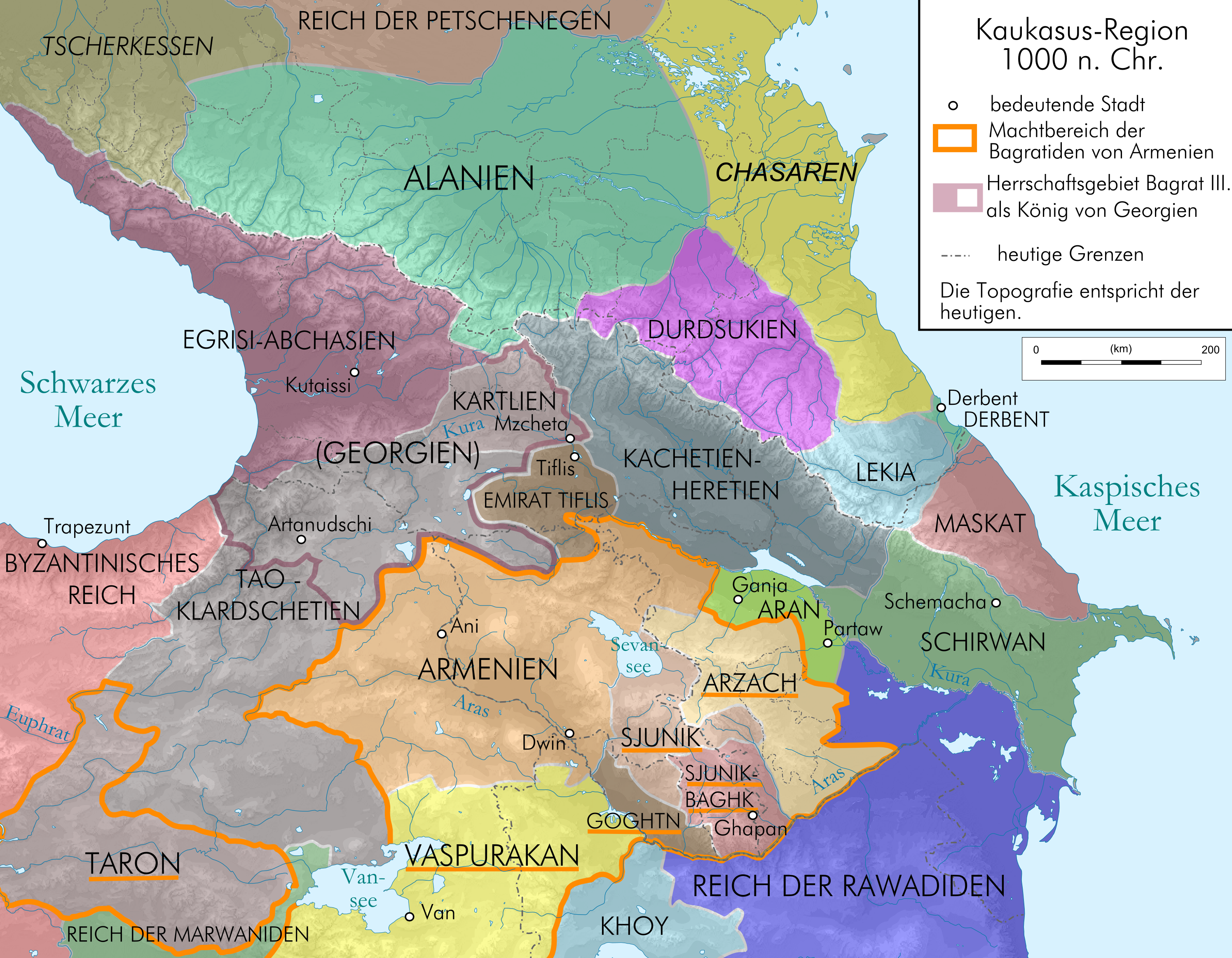
압하지야 왕국의 전성기 시절과 주변 코카서스 지역 (1000)

기원전 9세기부터 6세기 사이에, 현재의 압하지야의 영토는 콜키스 (콜카)라는 조지아인 왕국의 일부였다. 이 왕국은 이후 기원전 63년, 동로마 제국 문헌에 라지카로 알려져있는 에그리시 왕국에 흡수되었다.
기원전 1000년부터 기원전 550년 사이에는 그리스인들이 흑해 연안을 따라, 특히 피춘다와 현재 압하지야의 수도인 수후미에 교역 기지를 세우면서, 그들은 히뇨치라는 호전적인 종족을 만나게 된다. 고전 작가들은 그 지역에 살고 있었던 다양한 종족들과 그들이 사용했던 다양한 언어에 대한 기록을 남겼다. 아리아노스, 플리니우스, 그리고 스트라본이 흑해 동쪽 연안의 압하지야 지역 어딘가에 살고 있었던 아바스고이족 (지금의 압하지야인의 조상), 모스초이족 (지금의 조지아 메스케티인의 조상)에 대한 기록을 남겼다.
로마 제국이 에그리시를 1세기에 정복하여 4세기까지 통치하였는데, 이후에 독립하였지만 여전히 비잔티움 제국의 영향력 아래 있었다. 비록 정확히 언제 압하지야인들이 기독교로 개종하였는지 알 수 없지만, 피춘다가 325년 제1차 니케아 공의회에 참가하였다고 알려져 있다.

압하지야 왕국은 조지아 왕국에 통합되었고, 압하지야의 바그랏 2세는 조지아의 바그랏 3세가 되었다.

압하지야, 또는 아바스기아는 콜키스의 일부 그리고 690년대 후반 에그리시의 일부이기 이전에는 비잔틴의 영향을 받던 공국이었다. 신 아토스가 공국의 수도였다. 나라의 대부분이 기독교인이었고, 피춘다에 대주교의 좌석이 있었다. 736년에는 레온 1세와 에그리시인과 카르틀리인으로 구성된 동맹군이 아랍의 습격을 물리쳤다.
이후에 780년대에 에그리시를 주축으로 왕가들 사이의 연합이 생기고 나서 압하지야 왕국이 세워졌고, 서 코카스 지역의 맹주가 되었다. 이 시기동안 조지아인의 언어가 그리스어를 대체하여 문학과 문화 면에서 쓰였다. 850년에서 860년 사이에 중앙 조지아 지역의 요충지들을 합병해나가면서 서조지아 왕국이 번성하게 되었다. 압하지야와 동조지아 지역의 왕국들이 하나의 조지아인 군주제로 통합되면서 불안도 사라졌고, 10세기 후반부터 11세기 초까지 바그랏 3세 (동압하지야 지역의 베디아 대성당에 시신이 안치된)가 통치하게 되었다.
16세기에는 조지아족 왕국들이 소왕국이나 공국으로 분열되면서, 이후에 압하지야 공국 (이메레티 왕국의 속국)도 분열되었고, 셔르바시디즈 왕가 (샤르바시디즈 혹은 차츠바로도 알려져 있는)에 의해 통치되었다. 1570년대에는 오스만 제국 해군이 수후미 요새를 점령하면서, 야는 오스만 제국과 이슬람의 영향 아래 있게 된다. 오스만의 통치 아래, 압하지야인 지식층의 대부분이 이슬람으로 개종한다. 공국은 오스만 그리고 러시아의 통치 아래서도 어느 정도의 자치를 유지하였으나, 결국 1864년에 러시아 제국에 흡수된다.

### 러시아 제국 속의 압하지야

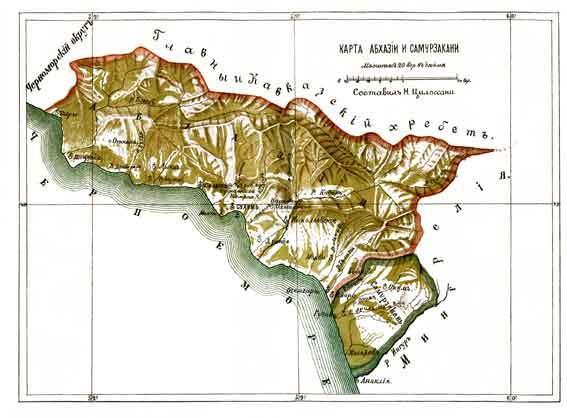
1889년 당시의 압하지야. 러시아 제국의 일부였을 때 쿠타이시주의 수후미 구역으로 분류되었다.

19세기 초기에 러시아와 오스만이 지역의 통치를 두고 경쟁하는 동안, 압하지야의 지도자들은 종교적 분열로 수시에 교체되었다. 러시아와의 첫 번째 접촉 시도는 러시아 제국의 동조지아 지역 통합 (1801) 이후에 1803년 키알라쉬 베이에 의해 이루어졌다. 그러나 1808년 5월 2일 그의 아들 아슬란-베이가 그를 암살한 이후에는, 짧은 시간 동안 친오스만 성향이 지속되었다. 그리고 1810년 7월 2일, 러시아 해군이 수후미를 공격하고, 지도자를 아슬란-베이에서 그의 라이벌이면서 기독교로 개종하여 이름을 조지로 개명했던 형제 시퍼-베이 (1810-1821)로 교체하였다. 압하지야는 1810년에 자치 공국으로 러시아 제국에 합병되었다. 그러나 조지와 그의 후계 지도자들의 통치는 수후미와 비지브 지역으로 제한되었다. 그 다음의 러시아-오스만 전쟁은 러시아의 지위를 크게 높이면서, 이는 이후의 압하지야 지식인들의 종교적 분열로 이어졌다. 크림 전쟁 (1853-1856) 동안에는 러시아 세력이 압하지야에서 철수하면서 왕자 미카엘 (1822-1864)이 오스만 세력으로 전환된 것으로 보인다.
이후에 러시아의 세력이 더욱 강력해졌고 1864년에 마침내 서코카스 산악 지방이 러시아에 의해 예속된다. 골칫거리였던 지역에서 친러 성향의 "완충지대" 역할을 하던 압하지야의 자치도 파시스트 성향의 러시아 정부에 필요치 않게 되면서, 셔르바시디즈 왕가의 통치도 막을 내렸다; 1864년 11월, 미카엘 왕자는 강제로 자신의 권리를 포기하고 보로네시에 재정착하게 되었다. 그리고 같은 해에 압하지야는 새로 구성된 수후미의 특별 군사지역으로 러시아 제국에 합병되었고, 1883년에는 쿠타이시 현(구베르니야)의 일부분인 오크러그로 새롭게 구성되었다. 압하지야 인구의 약 40%를 차지했던 무슬림 압하지야인의 다수가 1864년에서 1878년 사이에 코카스에 있던 다른 무슬림들과 함께 오스만 제국으로 이민을 갔고, 이는 무하지리즘의 과정으로 알려져 있다.
지역의 많은 부분이 미거주지로 남겨졌고, 많은 아르메니아인, 조지아인, 러시아인, 그리고 기타의 사람들이 뒤따라 압하지야로 이민을 오면서, 대부분의 미거주지에 재정착하였다. 어떤 조지아인 역사가들은 조지아족 (스반족과 밍그렐리아족)들이 콜키스 왕국 시절부터 압하지야에 거주하였다고 주장하기도 한다.
러시아 관리들의 공식 결정에 의해 압하지야와 사무르자카노의 주민들은 러시아어로 공부하고 기도하게 되었다. 1878년의 대규모 추방 이후, 소수의 남겨진 압하지야인들은 "죄지은 사람"들로 인식되었고, 제국의 러시아화 통치에 대한 심각한 저항을 이끌어낼 지도자도 그들에겐 없었다. 그리고 1898년 3월 17일, 명령 2771에 의해 러시아 정교회 조지아-이메레티 지부 시노드 부가 또다시 수후미 지역의 교회와 교회 학교의 수업과 종교 의식을 조지아어로 하는 것을 금지하고 나서, 이에 압하지야와 사무르자카노 내의 조지아인들의 대규모 시위가 일어났고, 이는 러시아 황실에까지 전해졌다. 그리고 1898년 9월 3일, 최고 종교 회의에서 명령 4880이 나왔고, 이것의 내용은 다음과 같다: 신자가 밍그레리아인, 즉 조지아인으로 구성된 교구는, 교회 의식과 교회 학교 교육이 조지아어로 진행되어야 함이며, 압하지야 교구는 고대 슬라브어로 진행하여야 함이다. 이 명령은 수후미 지역에 있었던 42개의 교구 중 오직 3개의 교구에서만 실행되었다. 테도 사코키아가 러시아 관리들에게 교회 의식과 교육에서 압하지야어와 조지아어를 도입함을 요구하였다. 이에 대응하여 관리들은 테도 사코키아와 압하지야에서 그가 이끌었던 "조지아당"의 지도자들에게 범죄 사건을 조작, 그들에게 덮어씌였다.

### 소련 속의 압하지야

소비에트 캅카스 지도 (1975-91). 중앙에 압하지야 SSR과 그루지야 SSR이 위치해 있다.

1917년 러시아 혁명은 1918년 압하스가 포함된 조지아의 독립을 이끌었다. 독일의 지원이 조지아인들이 1918년 압하지야로의 볼셰비키의 공격에 저항할 수 있게 하였다. 1921년 헌법은 압하지야에 자치를 수여하였다.
1921년에는 볼셰비키의 붉은 군대가 조지아를 침공하였고 조지아의 짧았던 독립도 끝났다. 압하지야는 사회주의 소비에트 공화국(SSR 압하지야), 조약상의 공화국이라는 모호한 지위에 놓이고 그루지야 SSR와 연계되었다. 1931년에는 조셉 스탈린이 그루지야 SSR과 함께 자치 공화국 (압하지야 자치 소비에트 사회주의 공화국 혹은 줄여서 압하지야 ASSR)으로 만들었다. 명목상 자치에도 불구하고, 중앙 소비에트 세력으로부터 직접적인 강력 통치를 받았다. 스탈린의 통치 아래 그리고 베리야 압하지야인 학교들의 폐교로, 압하지야 어린이들은 조지아어를 배워야했다. 압하지야어로 된 출판물은 급격히 줄었고 결국 일제히 중단되었다; 압하지야인 학교들은 1945/46년에 문을 닫았다.
억압적인 정치도 스탈린의 사망과 베리야에 대한 사형집행 이후에 완화되었고, 공화국 정계에서의 압하지야인의 세력도 성장하였다. 대부분의 자치 공화국에서처럼, 소련 정부는 문화에서의 발전, 특히 문학의 발전을 장려하였다.

1925년 당시의 압하지야 사회주의 소비에트 공화국 국기
1978년 당시의 압하지야 자치 소비에트 사회주의 공화국 국기
1989년 당시의 SSR 압하지야

### 소련 이후의 조지아에서의 압하지야
1980년대 후반부터 소련이 분열되면서, 조지아의 독립을 두고 압하지야인과 조지아인과의 종족 갈등이 생겨났다. 많은 압하지야인들이 독립한 조지아가 그들의 자치를 없앨 것을 우려하여 독립을 반대하였고, 대신에 압하지야를 독립적인 소비에트 공화국으로 분리시키길 원하였다. 갈등은 폭력으로 변질되었고, 1989년 7월 16일 수후미에서 16명의 조지아인들이 사망하고 또다른 137명이 부상을 당하였다. 이들은 압하지야 대학 대신 조지아 대학에 입학하려다 봉변을 당하였다. 며칠에 걸친 폭력 이후, 소련 군대가 도시에 주둔하였고, 대립을 심화시켰다는 이유로 라이벌 관계에 있던 민족주의 성향의 불법 무장 단체를 비판하였다. 1988년 6월, 일명 압하지야 레터가 고르바초프에게 전달되었다.
1990년 3월에는 조지아의 자주를 선포하였고, 1921년까지 소련이 일방적으로 맺은 조약을 무효화하면서 독립에 더욱 가까워졌다. 조지아 공화국은 미카엘 고르바초프에 의한 소련의 개혁을 위해 1991년 3월 17일 시행된 소련 전국민 투표를 보이콧하였으나, 압하지야 인구의 52.3% (거의 모든 비-조지아인의 인구)가 투표에 참여하였고 압도적인 다수 (98.6%)가 연합을 지속하는 것에 투표하였다. 압하스 내 대부분의 비-조지아인이 조지아의 인구의 다수가 지지하였던 3월 31일 시행된 조지아 독립에 대한 투표를 보이콧하였다. 몇 주 이내에 1991년 4월, 조지아는 독립을 선포하였다. 소비에트 반체제 인사 즈비아드 감사후르디아 아래, 압하지야의 상황은 평온하였고, 압하지야와 조지아 분파 사이의 권력 분배도 합의에 이르렀고, 이는 압하지야에게 지역 입법부 안에서 어느 정도의 대표성을 지니게 하였다.
감사후르디아의 통치는 이내 텐기즈 키토바니의 지도 아래 무장된 반대 세력에 의해 도전되었고, 1992년 1월에 이어진 군부 쿠데타에 의해 감사후르디아는 망명을 떠나게 되었다. 이전 소련 외교부 장관 및 소련 해체 설계자였던 에두아르드 셰바르드나제가 나라의 수반이 되었고, 조지아 강경 국수주의자가 점령한 정부를 받게 되었다. 그는 민족주의적 애국자는 아니었지만, 그렇다고 그의 정부의 중요 인물과 그를 수반으로 이끈 쿠데타의 지도자들을 지지하지 않았던 것도 아니었다.
1992년 2월 21일, 조지아를 통치하던 군사 위원회는 소련 시절의 헌법을 폐지하고 1921년 조지아 민주 공화국 헌법을 다시 부활시킨다고 밝혔다. 많은 압하지야인들은 이를 그들의 자치를 폐지하는 것으로 해석하였다. 그러나 1921년 헌법에도 지역의 자치는 포함되어 있었다. 1992년 7월 23일, 공화국의 최고 위원회에서 압하지야 분파는 조지아로부터의 사실상 독립을 선포하였다. 이는 조지아인 출신의 의원들에게 보이콧 당하였고, 어떤 다른 국가도 이를 인정하지 않는 분위기였다. 압하지야 지도부는 그들의 사무실로부터 조지아인들을 몰아내는 캠페인을 전개하였고, 폭력도 이 행위에 동원되었다. 다른 한편, 압하지야의 지도자 블라디슬라브 아르드진바가 강경적 성향의 러시아 정치인과 군사 지도자들과의 관계를 결속시키면서, 그가 조지아와의 전쟁에 대한 준비가 되었다고 선포하였다.

### 압하지야 전쟁
1992년 8월, 조지아 정부가 감사후르디아의 지지자들이 조지아 내무부 장관을 납치해 압하지야에 억류시킨 것을 비판하였다. 조지아 정부는 지역에 질서 회복의 명목으로 3000명의 군인을 배치하였다. 압하지야인들은 당시에 비교적 비무장 상태였기에, 조지아 군대는 비교적 적은 저항을 받고 수후미로 진격하였고, 이들은 곧바로 약탈, 폭행, 살해 행위들에 개입하였다. 압하지야 부대들은 구다우타와 트크바르첼리로 후퇴하였다.
압하지야 군대의 패배는 캅카스 산 사람들의 연합이라 자칭하는 단체로부터 적대적인 반응을 불러왔는데, 이 단체는 북캅카스에서 일어나는 여러 운동들을 합친 산하단체로, 체르케스인, 아바진인, 체첸인, 카자크인, 오세트인, 그리고 러시아에서 온 수백명의 불법무장단체 소속 자원자와 용병으로 구성되어있다. 반-모스크바 성향의 체첸 분리주의 지도자 샤밀 바사예프가 한때 이 단체의 일원이었다는 것으로도 알려져 있다. 이들은 압하지야 분리주의자들의 편에 서서 조지아 정부에 대항하였다. 당시에 바사예프가 그의 부대원과 압하지야에 들어와 러시아 군대에게 훈련을 받았다고 (아직도 논쟁중) 하는 주장도 나오는데, 여기에서 또다른 동기가 추측될 수 있다. 9월에는 압하스인과 러시아 불법무장대들이 가그라 전투로 정전을 깨고 첫 공격을 개시, 이는 조지아 세력의 큰 후퇴를 이끌어냈다. 셰바르드나제 정부는 러시아가 "조지아에서 압하지야 뿐만 아니라 조지아-러시아 국경지대까지 분리하기 위해" 반군에게 은밀히 군사적 지원을 하였다고 비판하였다. 그렇게 수후미 북서지역이 반군 세력에 장악되면서 1992년이 끝났다.
분쟁이 1993년 7월까지 교착상태에 놓이다, 이후에 압하지야 의용군이 조지아 관할 수후미 지역을 공격하였으나 실패하였다. 그들은 수도를 둘러싸고 봉쇄작전을 펼쳤고, 셰바르드나제는 그 안에 갇히는 상태에 놓였다. 양 측이 7월 말에 소치 협정에 합의하는 듯하나, 1993년 9월 16일에 압하지야 세력이 외부 세력의 지원 아래 수후미와 오참치라를 공격하며 휴전이 다시 무산되었다. 유엔 안보리가 즉시 적대 행위들을 중단할 것을 요구하였으나, 압하지야 측이 휴전위반을 하면서 전투가 재개되었다. 열흘의 전투 후에, 1993년 9월 27일, 압하지야 세력이 수후미를 점령하였다. 셰바르드나제는 어떤 경우에서든 도시를 떠나지 않겠다는 맹세를 한 후에 간신히 죽음을 면했다. 이후에 그가 묵었던 호텔에 분리주의 성향의 저격수 테러가 일어나 그는 강제로 대피하게 되었다. 압하지야인, 북캅카스 군인, 그리고 그들의 연합원들은 도시에 남아있던 조지아인들에게 잔혹한 행위를 일삼았는데, 이는 수후미 대학살로 이어졌다. 대량 학살과 테러가 2주동안 계속되었고, 이 과정에서 수천명들이 사망하거나 실종되었다.
압하지야 세력들은 신속히 압하지야 지역에 퍼졌는데, 이는 조지아 정부의 두 번째 위협이었다; 밍그렐라 (사메그렐로) 지역에서는 즈비아드 감사후르디아 (조지아의 초대 대통령)의 지지자들이 폭동을 일으키면서 코도리 계곡 상류, 동 압하지야 지역의 작은 부분만 조지아의 세력으로 남았다. (2008년까지)
전쟁 기간 동안에, 끔찍한 인권 침해 사례가 양 측 모두에서 보고되었다 (휴먼 라이츠 워치의 보고서 참고). 조지아 군대는 전쟁 초반에 "테러, 약탈, 그리고 압하지야인들을 쫓아내기 위해" 살인과 폭행을 하였고, 압하지야 독립 전쟁을 폭동으로 만들려고 세뇌시켰다 (휴먼 라이츠 워치의 보고서 참고) 고 비판받았고, 조지아는 압하스 세력과 그들의 연합원들이 압하지야 내의 조지아인들을 상대로 인종청소를 하였다고 비판하였다. 이 사실은 부다페스트(1994), 리스본(1996), 그리고 이스탄불에서 열린 유럽 안보 협력 기구(OSCE) 회의에서도 인정되었다.

### 조지아인 인종 청소
1992년 전쟁 전에는 조지아인이 압하지야 전체 인구의 반을 차지하였고, 압하지야인들은 전체 인구의 5분의 1도 차지하지 못하였다. 전쟁이 심화되면서, 압하지야인들은 고향을 떠나고 싶지 않은 수백, 수천명의 조지아인들과 대치하게 되었고, 압하지야 분리주의자들은 이에 조지아인 인구를 줄이기 위해 인종 청소의 과정을 도입한다. 인종 청소 기간 동안 희생된 정확한 숫자는 논쟁 중이나, 대략 8000여 명에서 10000명 정도로 추정하고 있다. 이 숫자도 1998년 갈리 지역에서 벌어졌던 분리주의자의 맹습으로 희생된 숫자를 제외한 것이다. 대략 25만명의 압하지야인들이 자신들의 고향으로부터 추방당하였다. 대략 20만명을 넘은 조지아인들이 조지아 주변지역으로 추방되었다.
인종 청소 캠페인에는 압하지야에 거주하는 러시아인, 아르메니아인, 그리스인, 압하지야 온건 세력, 그리고 기카 소수 민족에게도 적용되었다. 조지아인 소유의 2만개 이상의 부동산이 파괴되었고, 수백 개의 학교, 유치원, 교회, 병원, 역사 기념비들이 훼손되거나 파괴되었다. 인종청소와 대규모 추방이 이루어진 후에, 압하지야의 인구는 1989년 525,000명에서 216,000명으로 줄었다.
25만여명의 조지아 피난민들은 이후에 1994년에서 1998년 사이에 압하지야의 갈리 지역에 돌아오는데, 그 중 수만명은 1998년 갈리 지역에 전투가 재개되며 다시 추방되었다. 그럼에도 불구하고, 4만에서 6만의 조지아 피난민이 1998년까지 계속 갈리 지역에 들어왔고, 이 중에는 매일 휴전선을 넘어 통근하는 사람들과 농사 주기에 맞춰 일시적으로 들어오는 사람들도 있었다. 갈리 지역의 조지아인 거주 구역의 인권 상황은 계속 불안정한 상태에 있었다. 국제 연합과 다른 국제 기구는 압하지야의 사실상 관리들에게 "돌아올 수 있는 권리, 국제 인권 기준에 양립할 수 없는 조치, 즉 차별성 법률을 삼가고, (중략) 갈리에 영구 국제 인권 사무실을 세울 것에 협조하고 국제 연합 시민 경찰을 지체없이 인정해 줄 것"을 요구하였으나, 성과는 그다지 없었다. 관리 중엔 조지아 출신도 있었으나, 갈리 지역의 주요 인사들은 모두 압하지야인들이었기 때문이다.

### 전쟁 이후의 압하지야
2004년 10월 3일에 압하지야에서 대통령 선거가 시행되었다. 러시아에서는 눈에 띄게 라울 하짐바를 지지하였는데, 이 자는 당시 병세가 악화되어 퇴임한 분리주의 성격의 블라디슬라프 아진바를 대신한 총리였다. 하짐바는 친러 성향이었고, 한때는 KGB 요원이었다. 이를 증명하듯, 수후미 곳곳에는 블라디미르 푸틴 러시아 대통령과 함께 있는 하짐바의 포스터들이 걸려졌다. 또한 두마 주 의원이자 유명 가수인 조세프 카브존을 비롯한 러시아 의원들과 가수들이 압하지야에 와서 하짐바의 유세에 나섰다.
그러나 라울 하짐바는 선거에서 세르게이 바갑시에게 패하였다. 이로 인해 공화국 내에 긴장된 정세가 이어져 대법원에서 선거 결과를 무효화하기에 이르렀다. 그 이후로, 이전의 라이벌들이 극적으로 합의를 하여 바갑시를 대통령 후보로, 하짐바를 부통령 후보로 한 팀을 이루어 선거를 치루기로 하였다. 그들은 그다음 선거에서 90% 이상의 표를 얻기에 이르렀다.
2006년 7월에는 조지아 세력이 크다리 협곡의 반정부 성향의 관리자 임자르 크비자니에 대해 성공적인 경찰 작전을 수행하였다. 크비자니는 이전 조지아 대통령 에두아르드 셰바르드나제에 의해 임명되었으나 장미 혁명 이후 셰바르드나제를 이어 대통령의 자리에 오른 미하일 사카슈빌리의 권한을 인정하는 것에 거부하였다. 비록 크비자니가 조지아 경찰에 의한 체포는 피하였으나, 코도리 협곡은 트빌리시에 있는 중앙정부의 영향 아래로 돌아오게 되었다.
전쟁 직후의 몇 년 동안에도 산발적인 폭력 행위가 이루어졌다. 압하지야 내의 러시아 평화유지군의 평화유지 활동에도 불구하고, 조지아 관료들은 종종 러시아 평화유지군이 오히려 압하지야 반군에 군사적, 경제적인 지원을 하면서 민족주의 운동을 주장하였다. 러시아의 압하지야 지원은 더욱 확연해졌는데, 이는 러시아 루블이 사실상 화폐로 유통되고, 러시아가 압하지야인들에게 여권을 발급해주는 것으로 증명될 수 있다. 또한 조지아는 조지아가 장악한 코도리 협곡 지역을 공격하기 위해 러시아가 영공을 침범하여 헬리콥터를 보낸 것을 비판하였다. 2008년 4월에는 러시아 MIG가 - 압하지야를 포함한 조지아 영공에서 금지된 - 조지아 국적의 무인 항공기에 발포하였다.
2008년 8월 9일에는 압하지야 군이 크다리 협곡에서 조지아 군에 발포하였다. 이는 남오세티야 전쟁과 동시에 일어났는데, 전쟁에서 조지아에 공격받는 오세트인 분리주의자들을 러시아가 지원하고 있는 상황이었다. 분쟁은 순식간에 러시아와 조지아의 전면전으로 확대되었다. 2008년 8월 11일에 러시아는 압하지야 공화국에 평화유지군 강화의 명목으로 9000여 명의 군사를 보냈다. 당시 1000여 명의 압하지야 군인들이 업퍼 크다리 협곡에 거주하는 조지아 세력을 추방시키는데 동원되었다. 8월 12일까지 조지아 세력과 시민들은 조지아 정부의 통제 아래 압하지야에서 대피하였다. 결국 2008년 8월 13일에 조지아군은 압하지야에서 군대를 완전히 철수했다. 2008년 8월 17일에 압하지야군은 조지아의 13곳 마을을 점령했다. 2008년 8월 25일 러시아 상원은 남오세티야와 함께 압하지야 공화국의 조지아로부터의 독립을 지지하기로 결의하였다. 그리고 2008년 8월 26일에는 러시아가 압하지야의 독립을 인정하였다. 그리고 9월 2일에는 압하지야에 러시아군이 영구 주둔할 가능성을 시사했다. 남오세티야는 수후미에 대사관을 개설했다. 2008년 10월 23일에 압하지야 국방부의 관리가 저격당하는 사건이 일어났다. 이 사건을 두고 일부에선 조지아의 소행이라고 말하기도 한다. 압하지야 공화국은 러시아 자본의 유입으로 점점 경제가 발전하였다. 더 나아가 2008년 11월 17일에는 압하지야 의회에서 2009년 압하지야 내의 러시아 해군 기지의 건설에 권한을 부여하는 법안을 비준하였다. 세르게이 바갑시 대통령은 2009년 1월 26일에 러시아가 압하지야 공화국에 해군기지 건설을 연내에 착수한다고 발표했다. 그리고 3월 6일에 러시아는 압하지야 공화국에 있는 기지를 49년간 임차하기로 결정했다.
러시아에 의해 독립이 인정된 이후로, 러시아와 압하지야 사이에 지금까지도 논란이 많은 조약을 맺었는데, 이는 주요 국가 재산을 임차하거나 팔고, 이 중에는 국경지대 내의 권한을 포기하는 조약도 포함되어 있었다. 2009년 5월에는 여러 반대 정치 세력과 전쟁 참전 세력들이 이 조약들이 국가의 독립을 약화하고, 그저 지배 세력을 조지아에서 러시아로 교체하는 것이라고 크게 항의하였다. 당시 부통령인 라울 하짐바는 반대세력의 비판에 동조하여 5월 28일에 사임하였다. 이에 뒤따라 반대 성향의 당들이 회의에서 2009년 압하지야 대통령 선거에서의 후보로 라울 하짐바를 지명하였으나, 이 선거 역시 세르게이 바갑시에게 패하였다.

#### 2014년의 정치불안
2014년 봄, 반대 세력은 알렉산드르 앙크밥 대통령에게 최후통첩을 제출하였는데, 이는 정부를 묵살하고 급격한 개혁을 하기 위함이었다. 2014년 5월 27일에는 수후미 시내에 10000명의 압하지야 반대 세력의 지지자들이 대중 시위를 위해 모였다. 같은 날에는 수후미에 위치한 앙크밥의 사무실이 라울 하짐바를 비롯한 반대 세력들에 의해 공격당하였고, 이에 안클레프는 구다우타행 비행기에 올랐다. 반대 세력은 시위들이 빈곤에 의해 일어났다고 하나, 실은 앙크밥 대통령이 시행한 갈리 지역에 거주하는 조지아인들에 대한 포용 정책에 의한 반발이 시위의 주 동기였다. 반대 세력은 이러한 정책들이 압하지야의 압하지야 족의 정체성을 사라지게 할 수 있다고 하였다.
앙크밥이 수도를 떠난 뒤, 5월 31일에 압하지야 의회가 외회 대변인 발레리 빔바를 임시 대통령으로 세워, 앙크밥이 다시 대통령의 자리에 오르지 못하게 하였고, 2014년 8월 24일 대통령 선거를 시행하겠다고 결정하였다. 앙크밥은 곧 공식 사임문을 발표하였고, 그 자리에서 반대세력이 비도덕적으로 행동하고 법률을 위반하였다고 하였다. 하짐바는 대통령으로 당선되었고, 2014년 9월에 사무실에 입성하였다.
2014년 11월에는 러시아의 블라디미르 푸틴 대통령이 압하지야 군대를 러시아 군대에 편입시키는 것을 공식화하여, 압하지야의 라울 하짐바 대통령과 조약을 체결하였다. 조지아 정부는 이를 "합병으로의 발걸음"이라 강렬히 비판하였다.

## 언어
압하지야 헌법 6조에는 다음과 같이 명시되어 있다.
압하지야 공화국의 공용어는 압하지야어이다. 러시아어는 압하지야어와 마찬가지로 국가 및 기타 기관의 언어로 인정된다. 국가는 압하지야에 거주하는 모든 민족에게 모국어를 자유롭게 사용할 권리를 보장한다.
압하지야에서 사용되는 언어는 압하스어, 러시아어, 민그렐어, 스반어, 아르메니아어 및 그리스어이다. 자치 공화국은 2007년에 압하지야어를 압하지야의 유일한 국어로 정의하는 법을 통과시켰다. 따라서 압하지야어는 입법 및 집행위원회 토론(러시아어 번역 포함)에 필요한 언어이며 모든 잡지와 신문 텍스트의 절반 이상이 압하지야어로 작성되어야 한다.
그럼에도 압하지야 내에서 다른 언어, 특히 러시아어의 주된 사용으로 2004년까지 압하지야어는 " 소멸위기언어 "로 분류되었다.

## 국제적 지위

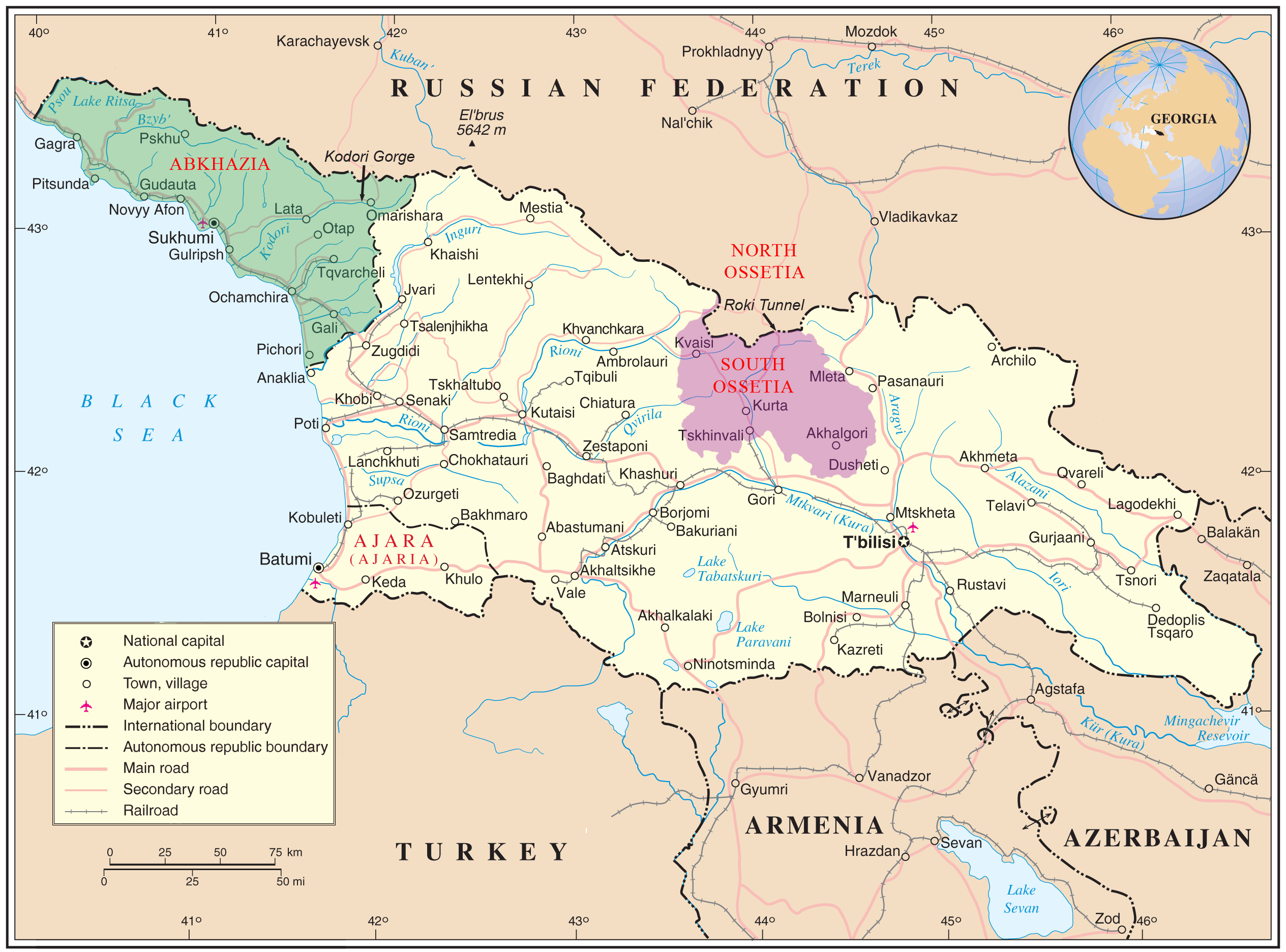
압하지야 (녹색) 과 남오세티야 (보라색)을 표시하고 있는 조지아 지도.

2008년 남오세티야 전쟁 이후. 러시아와 니카라과는 압하지야를 공식 인정하였다. 2009년 9월에는 베네수엘라가 압하지야를 인정하였다. 2009년 12월에는 나우루가 압하지야를 인정하였는데, 전하는 바에 따르면, 러시아에게 5천만 달러의 지원을 받은 대가였다고 한다. 미인정 국가인 트란스니스트리아와 부분적 인정 국가인 남오세티야는 2006년부터 압하지야를 인정해왔다. 압하지야, 남오세티야 그리고 트란스니스트리아는 모두 국가의 민주주의와 권리를 위한 사회에 소속되어 있으며, 이 단체는 구 소련에서부터의 미인정 국가의 발생을 전진시키기 위해 설립되었다. 또한 압하지야는 대표 없는 국가 민족 기구 (UNPO)의 가입국이다. 대다수의 국가들은 압하지야를 조지아의 부분이라 인식하고 있으며, 국제법의 원칙에 따라 조지아의 영토 보전을 지지하고 있다. 한편 벨라루스는 압하지야의 승인에 대해 동조적인 반응을 보인 적이 있다. 유엔은 양측이 외교적 대화를 통해 분쟁을 진정시키고, 조지아 법률에 따라 압하지야의 최후 지위를 비준할 것을 촉구하고 있다. 그러나, 부분적으로 인정된 압하지야 정부는 극히 적은 지지만을 받음에도 불구하고 압하지야를 독립국가로 여기고 있다. 2000년대 초 당시 유엔 사무총장 특별대표 디터 보덴과 러시아, 미국, 영국, 프랑스, 독일 대표들로 구성된 조지아의 우방 그룹은 조지아의 영토 보전에 중심하여 압하지야와 조지아 관리들 사이에 가능한 역량 분배를 개요한 문서를 작성하여 정당들에게 내부적으로 제시하였다. 그러나 압하지야 측에서는 단 한번도 이 문서를 협상 조건으로 인정하지 않았다. 결국, 러시아도 문서의 승인을 철회하였다. 2005년과 2008년에는 조지아 정부가 압하지야에 높은 수준의 자주권과 조지아의 국경과 관할 구역과 가능한 연방 정부를 제안한 바 있다.
2006년 10월 18일에는 압하지야 의회에서 러시아, 국제기구들과 나머지의 국제 사회가 압하지야의 독립을 승인하라는 내용의 결의안이 통과하였는데, 이는 압하지야가 독립 국가로서의 국가재산을 소유한다는 기본이념에 입각한 것이었다. 유엔은 "모든 회원국이 조지아의 자주, 독립, 그리고 영토보전과 국제적으로 인정된 국경선에 결의될 것"을 재차 확인하고 모든 난민의 복귀와 교전 중단을 요구한 분쟁 해결안의 기본 원칙을 개요하였다.
조지아는 압하지야 분리주의자들이 약 25만명의 조지아인에게 고의적인 인종청소를 행한 것을 비판한다. 이 주장은 유럽 안보 협력 기구 (OSCE; 부다페스트, 리스본, 이스탄불 선언)의 지지를 받은 바 있다. 유엔 안보리는 "인종청소"라는 표현을 피하는 대신 "분쟁으로부터 빚어지는 인구구조의 변화에 대한 불용"이라 단언하였다. 2008년 5월 15일, 유엔 총회는 모든 피난민들 ("인종청소"라고 보고되는 피해자들을 포함하여)이 압하지야로 돌아올 권리와 그곳에 위치한 그들의 재산을 유지 또는 되찾을 권리를 인정하는 불구속적인 결의안을 채택하였다. 이는 전쟁 이전의 인구 구성을 바꾸려는 시도들에 "유감"이라 하고 "반드시 모든 피난민들과 국내 실향민들이 즉시 자발적으로 복귀하길 위한 일정표의 급속적인 개발"을 촉구하였다.
2008년 3월 28일, 미하일 사카슈빌리 조지아 대통령은 압하지야에 정부의 새로운 제안을 밝혔다: 조지아 주의 틀 안에서의 가장 폭넓은 자치, 자유 공동 경제 구역, 압하지야 관련 문제에 거부권을 행사할 수 있는 권리와 부통령의 자리가 포함된 중앙 관직에 진출할 수 있는 권리. 압하지야의 지도자 세르게이 바갑시는 이 새로운 계획들을 "프로파간다"라고 거부하였고, 조지아 측에서는 이러한 회의적인 태도를 "압하지야 사람들의 실제 정서가 아닌 러시아가 조장한 것"이라 하였다.

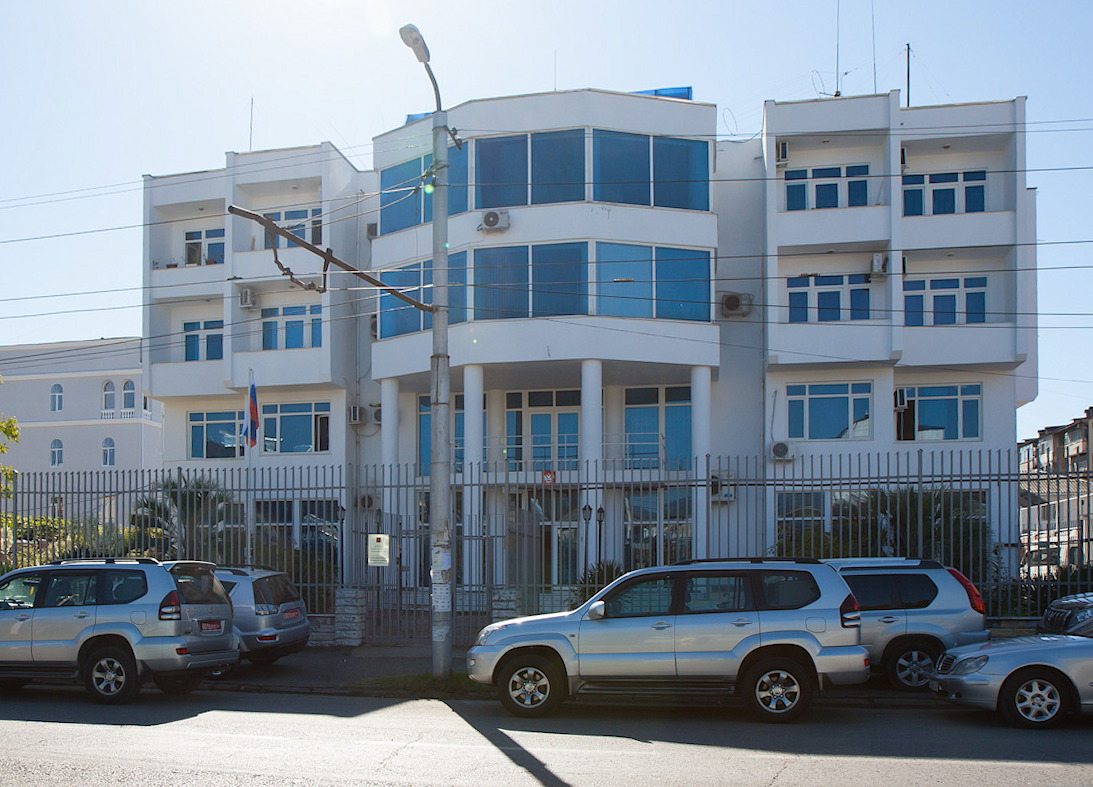
수후미에 위치한 러시아 대사관

2008년 7월 3일, OSCE 의회는 아스타나에서 열린 연례 총회에서 결의안을 통과시켰는데, 이는 독립한 압하지야에 대한 러시아의 최근 행보에 우려를 표했다. 결의안은 러시아 관리들이 "조지아의 통치권에 도전할 수 있는 어떠한 형태"의 관계를 독립한 지역과 맺어 지속하는 걸 삼갈 것을 요구하였고 러시아가 "다른 참가국과의 분쟁을 해결하기 위해 물리력의 사용 혹은 위협을 하는 것에 OSCE의 기준과 널리 용인되고 있는 국제 기준을 따를 것"을 촉구하였다.
2012년 7월 9일, OSCE 의회는 모나코에서 열린 연례 총회에서 결의안을 통과시켰는데, 이는 조지아의 영토 보전을 강조하고 독립한 압하지야와 남오세티야를 "점령된 지역"으로 지시하였다. 결의안은 압하지야, 조지아, 그리고 남오세티야의 사실상 관리들뿐만 아니라 러시아 정부와 의회도 유럽 연합 감시단이 점령 지역에 방해받지 않고 접근할 수 있게 하기를 촉구하였다. 또한 OSCE 의회가 "난민들이 원래의 삶의 터전으로 복귀할 권리를 거부받는 것뿐만 아니라 조지아와 압하지야, 남오세티야의 점령 지역에 있는 난민들의 인도적인 상황도 우려한다"고 하였다. 의회는 러시아를 포함한 57개의 참가국에서 온 320명의 입법자들로 구성된 OSCE의 부서이다.

### 조지아의 피점령 지역들에 대한 법률
2008년 10월 말 사카슈빌리 대통령은 조지아 의회가 통과시킨 피점령 지역에 대한 법률의 제정에 조인하였다. 법률은 압하지야와 츠힌발리 (이전의 남오세티야 자치주 지역)의 분리된 지역을 다룬다. 법률은 지역 내의 독립운동과 경제활동에 관한 규제들을 상세히 설명하고 있다. 특히 법률에 따르면 외국인들은 두 분리된 지역을 조지아 영토 내에서만 출입해야한다. 압하지야는 주그디디 지역에서만 출입할 수 있고 남오세티야는 고리 지역에서만 출입할 수 있다.
그러나 법률상에서 분리된 지역으로의 출입을 불법으로 간주하지 않는 "특별한" 경우들도 명시해놓았다. 법률은 분리된 지역으로의 이동이 "조지아의 국가 이익에 부합할 때; 분쟁의 평화적 해결을 위할 때; 비점령 혹은 인도주의적인 목적일 때" 특별 허가를 발부한다고 규정하였다. 법률은 또한 어떠한 종류의 경제활동도 금지하였다 - 영리이든 비영리이든, 활동이 조지아 법률과 연계되는 허가, 면허, 혹은 등록이 요구될 때. 또한 항공, 해양, 철도 통신과 지역을 경유하는 국제소송, 광물 탐사, 은행 송금을 금지한다. 경제활동을 다루는 조항은 효력이 소급되어, 1990년대로 거슬러 올라가고 있다.
법률은 또한 러시아 - 군사 점령을 일으킨 국가 - 가 압하지야와 남오세티야에 대한 인권 침해에 대해 완전한 책임이 있다고 한다. 문서에 따르면, 러시아는 조지아에 있거나 적절한 허가를 받고 점령 지역에 있는 조지아 시민들, 무국적 신분들과 외국인들에 대한 물질적, 정신적 보상에 대한 책임도 있다고 한다. 법률은 피점령 지역에서 활동하는 사실상 국가기관과 관리들은 조지아에 의해 불법으로 간주된다. 법률은 분리된 지역에 대해 "조지아 관할권이 완전히 복원될 때"까지 효력이 남아있을 것이다.

### 중립 국적 여권들
현재 조지아는 압하지야의 모든 거주민들을 주민으로 여기고 있고, 거주민들은 스스로 압하지야 국민이라 여기고 있다.
2011년 여름, 조지아 의회는 압하지야 거주민들과 이전 남오세티야 자치주 거주민들에 대해 중립적인 신분과 여행 서류를 발급해주는 입법부의 개정안들을 채택하였다. 서류는 조지아에 존재하는 사회적 편익을 누릴 수 있게 해줄 뿐만 아니라 해외여행도 허용해준다. 새로운 중립 상태의 신분과 여행 서류들은 "중립 여권"이라 불렸다.
조지아 관리들은 "중립 여권"들은 조지아의 어떤 상징도 표시되어 있지 않고 등록 번호와 개인 번호만 뚫어져 있다고 한다. 모스크바에서는 여권에 조지아의 국가코드와 발급처가 조지아 내무부인 것을 이유로 들어 조지아의 "교활한 술책"이라 반박하였다.
압하지야의 외무부는 몇몇 국가들이 "중립 여권"을 인정하고 있는 것에 우려를 표했다. 외무부는 또한 점점 많은 러시아 여권을 소지한 압하지야 거주민들이 솅겐 비자 발급을 거부당하고 있다고 하였다.
2013년 5월까지, 중립 여권은 일본, 체코, 라트비아, 리투아니아, 슬로바키아, 미국, 불가리아, 폴란드, 이스라엘, 에스토니아 그리고 루마니아에 인정되었다.
러시아 매체에 따르면, 알렉산더 안클레프 압하지야 대통령이 중립 여권을 받아들인 국제기구에 위협을 가했다고 하는데, 외무부 장관과의 미팅 도중에 "소위 중립 여권이라 불리는 것을 제안하는 국제기구는 압하지야를 떠날 것이다."라고 말했다고 한다.

### 러시아의 개입

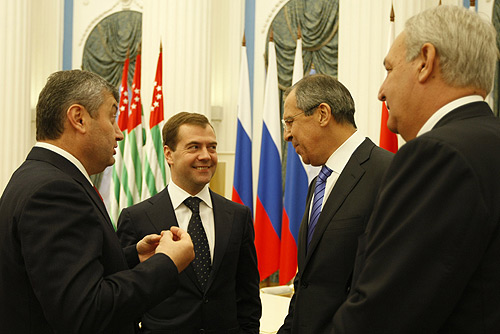
2008년 전쟁 직후 압하지야, 러시아, 남오세티야의 지도자들. 좌측에서 우측으로: 에두아르트 코코이티 남오세티야 대통령; 드미트리 메드베데프 러시아 대통령; 세르게이 라브로프 러시아 외무장관; 세르게이 바갑시 압하지야 대통령.

압하지야-조지아 분쟁 동안, 러시아 관료들과 연방군은 분리주의자 측에 전략적, 군사적 지원을 하였다. 오늘날에도 러시아는 압하지야의 분리주의자들의 통치 전반에 막강한 정치적, 군사적 영향을 끼치고 있다. 또한 러시아는 2000년부터 압하지야 국민들에게 여권을 발급해왔고 (해외여행에 압하지야 여권이 쓰일 수 없게 되면서) 이후에 퇴직 연금과 다른 금전적 이익을 제공해주었다. 2006년까지 80% 이상의 압하지야 인구가 러시아 여권을 발급받았다. 해외에 거주하는 러시아 국민으로써, 압하지야인들은 러시아에 세금을 내지 않고 병역의 의무도 지지 않는다. 2007년 5월까지 53,000여명의 압하지야인들의 여권들이 발급되었다.
러시아는 서방 국가들이 코소보의 독립을 인정한 것이 전례를 만들었다고 주장하고, 압하지야와 남오세티야를 인정할 것을 암시하였다. 코소보 독립 선언 직후, 러시아 의회는 "이제 코소보의 상황이 국제적인 전례가 되었다, 러시아는 현재 계속 진행 중인 영토 분쟁을 고려하여 코소보의 사례를 참작해야 한다..."라는 공동성명을 발표하였다. 러시아는 처음에 이 공화국들의 인정을 계속하여 미루고 있었다. 그러나, 2008년 4월 16일, 퇴임 직전의 블라디미르 푸틴 러시아 대통령은 그의 정부에 남오세티야와 압하지야와 정식으로 국교를 맺으라고 지시하였고, 이에 조지아는 "사실상 합병"의 시도라 비판하였고 EU과 NATO 그리고 여러 서방 정부들의 비판이 뒤따랐다.
이후 2008년 4월, 러시아는 조지아가 강제로 압하지야를 통제하기 위해 NATO의 지지를 이용하려고 한다고 비판하였고, 조지아의 행위에 군사적 보복을 약속하며 지역에 주둔 병사의 수를 늘릴 것이라 발표하였다. 라도 구르기니제 조지아 총리는 조지아 정부가 압하지야에 배치되는 추가 병력을 "공격자"로 취급할 것이라 말하였다.
조지아의 남오세티야 침공에 응하여, 러시아 연방의회는 2008년 8월 25일에 압하지야와 남오세티야의 인정을 논의하기 위해 임시 회의를 소집하였다. 상하원에서 만장일치 통과되어, 러시아 대통령에게 탈퇴한 공화국들의 독립을 인정할 것을 요구하는 해결안에 따라, 드미트리 메드베데프 러시아 대통령은 2008년 8월 26일에 양국 모두를 공식적으로 인정하였다. 러시아의 인정은 NATO 회원국, OSCE와 유럽 이사회 회원국들에게 "영토보전과 국제법의 위반"이라 규탄을 받았다. 반기문 유엔 사무총장은 독립 국가들이 분쟁 지역의 독립 인정 여부를 스스로 결정해야 한다고 하였다.
러시아는 더 큰 규모의 해군 군함의 운항을 위하여 오참치레에 해안을 준설해 해군 기지를 건설하는 일에 착수하였다. 조지아 해양 경찰이 압하지야를 향하거나 압하지야에서 오는 배를 붙들자, 러시아는 이에 대응하여 압하지야에 이동하는 배를 보호하고 압하지야 영해에서 운행하는 조지아 국적 배들을 붙들기 위해 흑해를 순찰하고 있다.
압하지야에 대한 러시아의 영향이 확대되면서, 몇몇 주민들이 압하지야가 러시아의 완전한 통제 아래 있다고 말하게 되었지만, 그들이 여전히 조지아인들에 대한 러시아의 영향력을 선호하고 있다.

### 국제적 개입
유엔은 분쟁과 평화 협상 과정에서 다양한 역할을 수행하였다: 감시 활동에서의 군사적 역할 (UNOMIG); 안보리와 특사 임명에서의 이중 외교 역할, 이는 사무총장의 특별대표에게 이양되었다; 인도주의의 역할 (UNHCR과 UNOCHA); 재건의 역할 (UNDP); 인권 수호의 역할 (UNHCR); 그리고 절제 능력과 신뢰 구축의 역할 (UNV). 유엔의 입장은 국경에 강압적인 변화가 없을 것이라는 것이었다. 또한 어떠한 합의를 하였을 때에는 반드시 그 전에 다민족 인구 구성원들이 귀환하여 국제적 감시 아래 국민 투표를 한 결과에 의해 합법화되어 자유로이 논의되어야 하고 압하지야의 자체에 기반하여야 한다고 하였다. 서방 세계의 해석에 따르면, 그들의 개입은 조지아가 독립 국가로써 자국 영토 내의 질서를 지키고 자국 영토를 보전할 권리가 있는 것에 기반하여, 국제법을 위반하지 않았다고 한다.
OSCE는 특히 비정부 기구와 미디어 계통의 관리들과 시민 대표들과 인간 차원의 규범에 관련하여 대화에 급격히 개입하였고, 그들은 갈리 지역에서 활동하고 있다. OSCE는 1994년 부다페스트 정상 회담의 결정에 이어 1996년 리스본 정상회담에서의 선언에서 공식적으로 압하지야 내에서의 조지아인 인종청소에 대해 비난과 우려를 표하고 있다.
미국은 압하지야의 일방적인 분리를 거부하고 있으며, 자치 구역으로써 조지아와의 통합을 촉구하고 있다. 1998년 미국은 평화 협상 과정에서 상당한 발전이 있었을 때, 갈리 지역의 기반 시설 재건에 1500만 달러를 할당할 준비가 되어 있다고 발표하였다. 미국 국제개발청은 이미 압하지야를 위한 몇몇 인도 지원 계획에 자금을 대었다. 미국은 최근 몇년간 조지아 군대에 대한 군사적 지원을 급격히 늘렸으나, 압하지야에 대한 평화강제를 용납하지 않을 것이라 하였다.
2006년 8월 22일, 리차드 루가 상원 의원은 조지아의 수도 트빌리시를 방문하여 러시아의 평화유지작전에 대해 조지아 정치인들과 비난하며, "미국 행정부는 압하지야와 츠힌발리 구역 내 분쟁 지역에서 러시아 평화유지군을 철수시키야 한다는 조지아 정부의 주장을 지지한다"라고 하였다.
2006년 10월 5일, 유럽 연합 외교 문제·안보 정책 고위대표 하비에르 솔라나는 러시아 평화유지군을 유럽 연합군과 배치하는 가능성을 배제하였다. 2006년 10월 10일, 유럽 연합 남코카서스 특사 피터 셈네비는 "조지아 간첩망에 대한 러시아의 행동은 유럽 연합 내 흑해 지역의 중립적 평화유지 세력으로서의 러시아의 신용성을 훼손했다"고 하였다.
2006년 10월 13일, 유엔 안보리는 사무총장의 우방 모임의 원고에 기반하여 만장일치로 결의안을 채택하였는데, 2007년 4월 15일까지 UNOMIG 활동을 연장하기로 하였다. 적어도 코도리 협곡 상류에서의 조지아 특수군사작전에서 "새롭고 긴박한 상황"의 발생을 인정하며, 결의안은 조지아가 모스크바 정전 협정에 의해 인정되지 않은 군대가 지역 내에 있지 않았음을 보장할 것을 촉구하였다. 또한 압하지야 지도부가 피난민과 국내 실향민의 안전 귀환의 필요성을 진지하게 고민할 것과 갈리 구역 내의 주민들의 거주권과 신분을 보장하는 것을 재차 확인할 것을 촉구하였다. 조지아에게는 다시 한번 압하지야의 안전에 적법한 관심을 둘 것과 위협적으로 여겨지는 행동을 하지 말 것, 특히 코도리 협곡 상류에서 벌어지고 있는 군사적 도발 행위를 삼갈 것을 촉구하였다.
또한 양측 모두 대화적 해결을 따를 것을 요구하며, 특히 군사 분리를 걱정하는 세력에 비폭력과 신뢰 구축에 관련하여 이전의 합의안들을 완전히 따르라고 하였다. 독립국가연합의 평화유지군의 역할에 관련하여서는, UNOMIG와의 긴밀하고 효과적인 협력의 중요성을 강조하였고, 양측 모두 평상시의 작전을 연장할 것으로 보았다. 이와 동시에, 결의안은 "조지아와 국제적으로 인정된 조지아 국경의 자주, 독립, 영토보전에 대한 모든 회원국들의 결의"를 재차 확인하였다.
할로 트러스트, 국제적인 비영리 단체로 전쟁의 잔재를 제거하는 것에 특화되어 있는 이 단체는 1999년부터 압하지야에서 활동하고 있으며 수후미와 갈리 구역 내에 있는 지뢰 제거를 완료하였다. 그들은 2011년에 압하지야를 "무지뢰 지역"이라 선언하였다.
압하지야에서 활동하고 있는 주요 NGO 단체는 프랑스에 본부를 둔 국제 비영리 단체인 프비에 르쟝스 (Première-Urgence, 약자로 PU)이다: PU는 거의 10년간 극한 분쟁으로 영향 받은 위험 인구를 지원하기 위한 재건 및 경제 복구 사업을 도입하였다.

### 국제적 인정
압하지야는 대부분의 역사 동안 미인정 국가였다. 다음은 공식적으로 압하지야를 인정한 국가의 목록이다.
유엔 회원국
- 러시아: 러시아는 2008년 8월 26일에 압하지야를 독립 국가로 인정하였으며, 2008년 9월 9일에 압하지야와 수교하였다.
- 니카라과: 니카라과는 2008년 9월 5일에 압하지야를 독립 국가로 인정하였으며, 2009년 9월 10일에 압하지야와 수교하였다.
- 베네수엘라: 베네수엘라는 2009년 9월 10일에 압하지야를 독립 국가로 인정하였으며, 2010년 7월 12일에 압하지야와 수교하였다.
- 나우루: 나우루는 2009년 12월 15일에 압하지야를 독립 국가로 인정하였으며, 2009년 12월 15일에 압하지야와 수교하였다.
- 시리아: 시리아는 2018년 5월 29일에 압하지야를 독립 국가로 인정하였으며, 2018년 7월 22일에 압하지야와 수교하였다.

부분적 인정 또는 미인정 지역
- 트란스니스트리아: 트란스니스트리아는 1993년 1월 22일 또는 그 이전에 압하지야를 독립 국가로 인정하였다.
- 남오세티야: 남오세티야는 2005년 9월 19일 또는 그 이전에 압하지야를 독립 국가로 인정하였으며, 2007년 9월 26일에 압하지야와 수교하였다.

과거에 인정하였다가 철회한 국가
- 바누아투: 바누아투는 2011년 5월 23일에 압하지야를 독립 국가로 인정하고 수교하였으나, 2013년 5월 20일에 단교하면서 인정을 철회하였다.
- 투발루: 투발루는 2011년 9월 18일에 압하지야를 독립 국가로 인정하고 수교하였으나, 2014년 3월 31일에 단교하면서 인정을 철회하였다.
- 도네츠크 인민공화국: 도네츠크 인민공화국은 2022년 2월 25일에 압햐지야를 공식적으로 독립 국가로 인정했고, 2022년 3월 9일에 압햐지야와 정식 수교를 맺었다. 도네츠크 인민공화국은 2022년 9월 30일을 기해 러시아로 공식 합병되었으나, 국제적인 승인을 받지 않은 상태이다.
- 루간스크 인민공화국: 루간스크 인민공화국은 2022년 2월 25일에 압햐지야를 공식적으로 독립 국가로 인정했고, 2022년 3월 10일에 압하지야와 정식 수교하였다. 루간스크 인민공화국은 2022년 9월 30일을 기해 러시아로 공식 합병되었으나, 국제적인 승인을 받지 않은 상태이다.
- 아르차흐 공화국: 아르차흐 공화국은 2006년 11월 17일에 압하지야를 독립 국가로 인정하였으나. 2024년 1월 1일에 아르차흐 공화국이 공식 해체되었다.

## 자연 환경

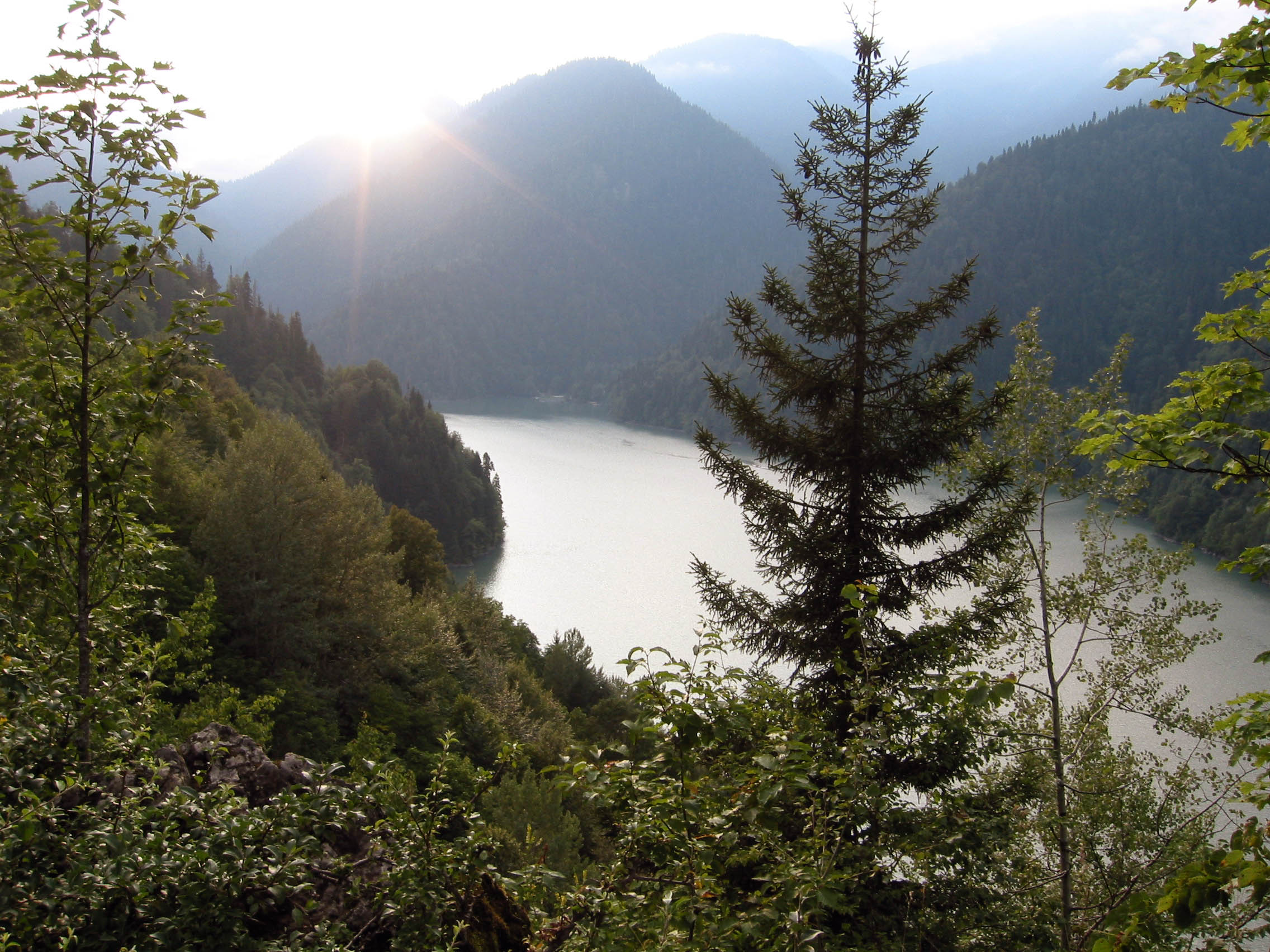
릿사 호수.

압하지야는 조지아의 서단에서 8,660 km2 (3,344 sq mi)의 면적을 차지한다. 북에서 북동에 이르는 캅카스산맥은 압하지야와 러시아의 국경을 나누는 기점이다. 동에서 남동으로는 압하지야가 조지아의 사메그렐로제모스바네티주와 경계를 이루고 있다; 그리고 남에서 남서로는 흑해와 경계를 이루고 있다.
압하지야는 평지에서 북에 위치한 극도의 산악지대에 이르기까지 지리적으로 다양한 분포를 이루고 있다. 대캅카스산맥은 지역을 깊고, 물이 풍부한 협곡으로 나누는 돌출부들 - 가그라, 브집, 코도리 산맥 -과 함께 국경의 북부를 따라 위치해 있다. 압하지야의 가장 높은 봉우리들은 북동부와 동부에 위치하여 있으며, 어떤 봉우리들은 해발고도 4,000 미터 (13,123 ft)를 넘기도 한다. 압하지야의 풍경은 연안의 산림과 감귤류 과일 농장에서 북부의 만년설과 빙하까지 다양한 분포를 보인다. 비록 압하지야의 복잡한 지형 조건이 대부분의 지역을 상당한 인간개발에서 멀어지게 하였으나, 경작된 비옥한 토지에서는 차, 담배, 와인과 과일 등의 지역 특산물들을 생산하고 있다.

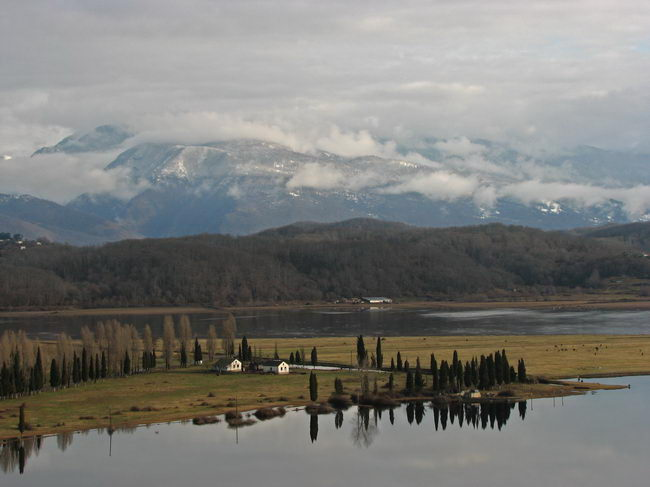
피춘다 곶에서의 풍경.

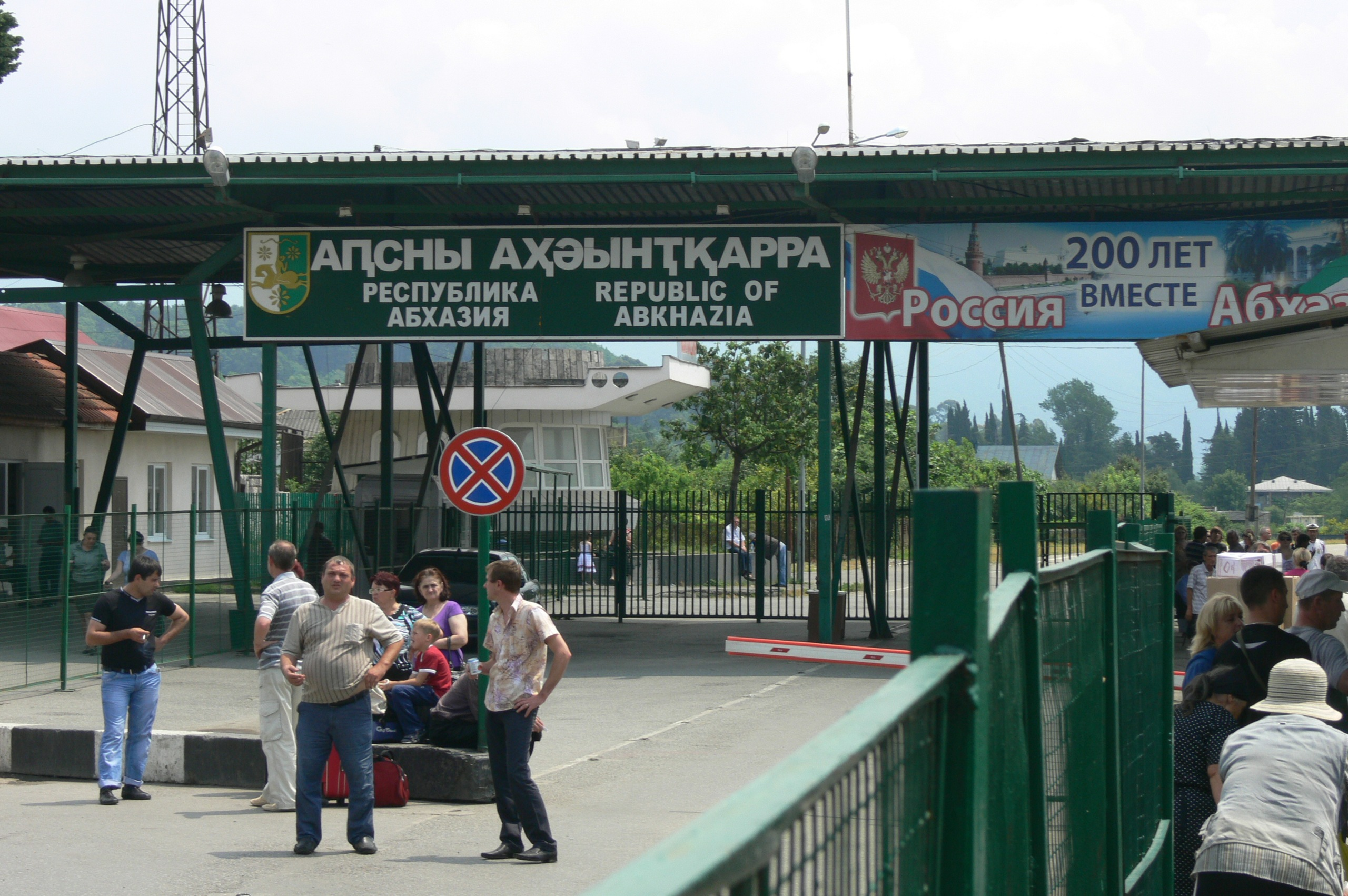
러시아-압하지야 국경 체크포인트.

압하지야는 캅카스산맥에서 발원하는 작은 강들로 넉넉히 관개되어 있다. 이중의 주요한 강은 코도리, 브집, 갈리즈가, 구미스타로 손꼽을 수 있다. 프소우 강은 러시아로부터 지역을 분리해주며, 인구리강은 압하지야와 조지아의 경계 역할을 해주고 있다. 압하지야의 산악 지방에는 몇몇 주빙하호와 화산호를 볼 수 있다. 이 중에서 제일 중요한 호는 릿사 호수이다.
세계에서 가장 깊은 동굴로 알려져 있는 크루베라 동굴 ("까마귀들의 동굴")은 압하지야의 서부 캅카스산맥에 위치해 있다. 가장 최근의 조사 (2006년 9월)는 이 동굴의 가장 낮은 탐사 지점과 가장 높은 탐사 지점 사이의 수직 거리를 2,158 미터 (7,080 ft)로 관측했다.
압하지야와 흑해와 가까운 것과 캅카스산맥이 방패 역할을 한다는 것 등의 요인으로 지역 내의 기후는 비교적 온화하다. 공화국 내의 연안 지역은 아열대 기후 지역으로, 연평균 기온이 15 °C (59 °F) 안밖이고, 1월 평균 기온은 영상을 유지한다. 높은 해발고도에 위치한 지역들의 기후는 해상 산지에서 극저온의 여름이 없는 기후까지 다양한 분포를 보인다. 또한 캅카스의 바람받이 방향에 위치한 탓으로, 내륙에서는 습도가 줄어드는 반면에, 압하지야는 상당한 양의 강수량을 받는다. 연간 강수량은 연안을 따라 1,200–1,400 mm (47.2–55.1 in), 산악 지방에는 1,700–3,500 mm (66.9–137.8 in) 정도를 왔다갔다 한다. 압하지야 내의 산들은 엄청난 양의 눈을 받는다.
한때 평야 지대는 참나무, 너도밤나무, 그리고 서어나무가 베어나가 밑둥만 가득했었으나, 지금은 모두 정리되었다.
압하지야에는 두 곳에 국경 교차점이 있다. 남부 국경 교차점은 조지아의 주그디디에서 멀지 않은 인구리 교량에 위치해 있다. 북부 국경 교차점 (프소우)은 레제리제라는 마을에 있다. 계속 진행 중인 안보 상황 때문에, 많은 해외 정부들은 그들의 국민들에게 압하지야로의 여행금지를 권고하고 있다.

## 정치와 행정

### 압하지야 자치 공화국정부 (법적 망명 상태)

조지아 의회 소속 지역 문장학 의회가 착안한 압하지야 자치 공화국의 국기.

압하지야 자치 공화국 정부는 조지아가 압하지야의 합법 정부로 인정하는 망명정부이다. 이 친조지아 정부는 2006년 7월까지 코도리 계곡 상류에서 지반을 유지했었으나 2008년 8월 일어난 전투에서 패배해 철수당하였다. 이 정부는 또한 1992년 압하지야 전쟁와 이에 따른 인종청소로 인해 발생한 25만의 국내실향민들의 문제에 대해 부분적으로 책임이 있다. 현재 정부의 수장은 바크탕 칼바야이다.
압하지야 전쟁이 벌어지는 동안, 당시 "압하지야 장관 의회"의 조지아 파였던 압하지야 자치 공화국 정부는 압하지야 분리주의 세력이 수도 수후미를 점령한 이후에 압하지야를 떠나 조지아의 수도 트빌리시로 정부를 옮겨 압하지야의 망명 정부로 근 13년을 보냈다. 이 시기 동안 타마즈 나다레쉬빌리가 망명 정부를 이끌었는데, 그는 평소 압하지야 문제에 대해 강경한 태도를 취하고 있었고 분쟁의 오직 분리주의로 향한 조지야의 군사적 대응으로 해결될 수 있다고 종종 주장하는 인물이었다. 이후에 나다레쉬빌리 행정부는 내부적인 논란에 연루되었고 압하지야 정치계에서 큰 역할을 해내지 못하자, 미하일 사카슈빌리 조지아 대통령은 그의 압하지야 특사 아라클리 알라사냐를 새로운 후임자로 임명하였다.

### 압하지야의 행정 구역

조지아 공식 압하지야 행정구역도.

압하지야 공화국은 일곱 개의 라이온으로 나뉘며 각각의 중심 도시의 이름을 따 불린다: 가그라, 구다우타, 수후미, 오참치라, 거립쉬, 트크바르첼리 그리고 갈리. 이 구역들은 트크바르첼리 구역이 1995년에 오참치라와 갈리 지역들의 일부를 합쳐 탄생한 것을 제외하곤 소련 시절부터 쭉 변화가 없었다.
공화국의 대통령이 구역내 의회에서 뽑은 당선자를 구역의 지도자로 임명한다. 또한 투표로 마을 단위로 의회를 구성해 의회의 지도자를 구역 내 지도자에게 임명받는다.
조지아가 공식으로 정한 압하지야의 행정구역은 새로운 트크바르첼리 구역을 제외하곤 상부에서 명시한 것과 동일하다.

### 압하지야 공화국 정부 (사실상)
압하지야는 이원집정부제 국가이고, 그 두 번째 대통령은 세르게이 바갑시였다. 바갑시는 2004년 10월 대통령 선거에서 당선되어 정권을 장악, 이후 2009년 12월 12일 열린 선거에서도 59.4%를 득표하여 재선에 성공하였다. 알렉산더 안클레프는 그의 부통령이었는데, 2011년 5월 29일 대통령 서거 이후 대통령으로 바로 승격되어 대통령 업무를 수행하다 이후 2011년 8월 26일 선거에서 다시 한번 대통령으로 선출되어 그 자격을 입증하였다.
입법권은 인민 의회에게 그 권리가 부여된다. 인민 의회는 35명의 선출된 인원으로 구성된다. 가장 촤근의 총선거가 2012년 3월 10일과 24일에 치러졌다. 압하지야 민족이 아닌 민족 단체들은 (아르메니아, 러시아 그리고 조지아 계통의) 의회에서 그들의 발언권이 없다고 주장하고 있다.
1992-1993 전쟁에서 발생한 피난민 (대부분 조지아계 민족) 중 대부분은 여태까지 귀환하지 못하였고 행정 과정에서 철저히 배제되고 있다.
압하지야 관리들은 그들이 러시아에 압하지야의 외교 의사권을 대표할 책임이 있다고 하였다.
현재 대통령은 2025년 4월 2일에 취임한 바드라 군바다.

### 독립에 대한 지지
콜로라도 대학교 볼더에서 2010년에 출판한 학술 자료에 따르면, 압하지야 인구의 대부분이 독립을 지지하는 데 반해, 극히 드문 수만이 러시아에 편입되는 것을 원한다고 한다. 조지아와의 재통일에 대한 지지도는 매우 낮다. 조지아계 민족들도 현재 상황에 적응한 듯, 50% 가까이 되는 인구가 압하지야가 독립 국가로 남기를 바라는데 비해, 20%도 안 되는 인구가 조지아로 돌아가야 한다고 생각한다고 한다. 압하지야계 민족들 사이에서는 1%도 안되는 인구가 조지아와의 재통일을 바라고 있으며, 이런 낮은 지지도는 러시아와 아르메니아 계통의 민족들에게도 비슷한 실정이다.

## 국방
압하지야 군대는 "압하지야 공화국"의 군대이다. 압하지야 군대의 기반은 1992년 설립된 압하지야 민족 방위군이다. 대부분의 무기는 구다우타에 있는 이전 소련 공군 기지에서 가져온 것이다. 압하지야 군대는 주로 육군으로 구성되나 작은 규모의 해상 부대와 공군 부대도 존재한다. 러시아는 현재 압하지야 내에 1600명의 군인을 주둔시켰다.
압하지야 군대는 다음과 같이 구성되어 있다:
- 압하지야 육군은 5,000여 명의 영구 군인으로 구성되어 있으나, 군사 분쟁의 위험 시 예비군을 동원하여 50,000명까지 군사를 늘릴 수 있다. 쓰이고 있는 무기의 정확한 수와 종류는 확인되지 않고 있다.
- 압하지야 해군은 수후미, 오참치라, 피춘다에 기지를 두어 세개의 사단으로 나뉘어 운영되나, 러시아 연안경비대가 이들의 영해를 감시한다.
- 압하지야 공군은 적은 수의 전투기와 헬리콥터를 보유하고 있다.

## 경제
압하지야의 경제는 러시아에 깊게 의존하고 있으며 러시아 루블이 화폐로 쓰이고 있다. 압하지야는 2008년 남오세티야 전쟁과 이어진 러시아의 압하지야 인정 이후 가장 안정된 경제적 호전을 보이고 있다. 거의 절반의 압하지야 국가 예산이 러시아의 원조금으로 편성되어 있다.
관광업은 주요 산업이며, 압하지야 관리들에 따르면, 2007년에 100만 명에 이르는 관광객들 (주로 러시아인)이 압하지야를 방문하였다고 한다. 또한 압하지야는 비옥한 토지와 차, 담배, 와인 그리고 과일 (특히 탄제린과 개암) 등의 풍부한 농산물의 혜택을 향유하고 있다. 전기는 압하지야와 조지아 사이에 위치한 인구리강에 위치한 인구리 수력 발전소에서 양국이 공동 생산하여 널리 공급하고 있다.
2012년 상반기에 압하지야의 주요 무역 상대국은 러시아 (64%)와 터키 (18%)였다. 1996년 압하지야에 도입된 CIS 경제 조약들은 공식적으로는 효력이 있으나, 2008년 3월 6일 러시아는 그 조약들을 "구식이며, 지역의 사회 경제 발전을 저지하고 있으며, 압하지야 국민들에게 정당치 않은 어려움을 가져다 주고 있다"고 선언하며, 더 이상 그 조약들에 참여하지 않을 것이라 발표하였다. 또한 러시아는 다른 CIS 회원국들에 비슷한 과정을 거치라 요구하였으나, 이는 곧 트빌리시에서의 시위와 다른 CIS 회원국들의 낮은 지지로 이어졌다.

### 관광업
국가의 독립 문제에 대한 논란과 파괴된 기반시설의 현황에도 불구하고, 많은 러시아 관광객들이 2008년 러시아의 압하지야 독립 인정 이후 속속들이 압하지야에 입국하고 있다. 2009년에는 압하지야의 러시아 관광객 수가 20% 증가하였고 전체 러시아 관광객 수가 100만을 돌파하였다. 낮은 가격과 비자 요구 조건의 부재가 터키, 이집트, 불가리아나 다른 러시아 유명 관광지를 방문할 금전적 여유가 되지 못하는 러시아 관광객들의 구미를 당기고 있다. 관광 붐 이후 많은 러시아 기업들이 압하지야의 관광 인프라에 자금을 투자하기 시작하였다. 2014년에 국가의 주요 고속도로가 재건된 이후 파괴된 가그라의 호텔들은 복구되거나 철거되고 있다. 2014년에는 116만 명의 러시아 관광객들이 압하지야를 방문하였다.

## 사회

### 인구
2011년 마지막 인구조사에 따르면 압하지야에는 240,705명의 사람들이 거주하고 있다.
압하지야의 정확한 인구수는 확실치 않았다. 2003년에 이루어진 인구조사에서는 215,972 명의 인구로 조사되었으나, 이는 조지아 관리들에게 이의 제기를 받았다. 조지아 통계부는 2003년에 대략 179,000명으로 측정, 2005년 (조지아에서는 이 때를 마지막으로 통계자료를 출판하지 않았다)에 대략 178,000명으로 추정하였다. 2007년 브리태니커 백과사전에서는 인구를 180,000명 정도라 추정하였으며 국제 위기 그룹은 2006년 압하지야의 전체 인구수를 157,000명과 190,000명 사이로 추정하고 있다 (또한 1998년 유엔 개발 계획에서는 180,000명에서 220,000명 사이라 추정하였다).

### 민족
압하지야의 민족 구성은 압하지야-조지아 분쟁의 중요한 요인이었다. 압하지야의 인구구성은 1992년 압하지야 전쟁에 의해 크게 영향 받았다. 1989년 인구조사에 따르면 이때 525,061명으로 측정되는 인구가 추방되거나 피난하였다고 한다.
1992-1993 전쟁 이후에도 압하지야의 민족구성은 다양한 분포를 보인다. 현재 압하지야의 인구는 주로 압하지야인, 조지아인 (거의 대부분 밍그렐리아족), 아르메니아인, 그리고 러시아인으로 구성되어 있다. 다른 국적으로는 우크라이나인, 벨라루스인, 그리스인, 오세트인, 타타르족, 튀르키예인, 그리고 롬족 등이 있다. 전쟁 전엔 조지아인이 압하지야 인구의 45.7%를 차지하였으나, 1993년에 이르러서는 대부분의 조지인들과 적은 수의 러시아인들과 아르메니아인들이 압하지야를 탈출하거나 인종 청소의 희생양이 되었다.
소련 시대에는 이오시프 스탈린과 라브렌티 베리야의 지도 아래 러시아인, 아르메니아인 그리고 조지아인들이 대거 강제이주하면서, 그 인구가 압하지야인들보다 크게 늘었다. 러시아인들은 대규모로 압하지아에 이주해왔다. 이후 1950년대와 1960년대에 바즈겐 1세와 아르메니아 교회가 아르메니아인들의 압하지야 이주를 장려하고 지원하였다.
현재, 아르메니아인들은 압하지야에서 두 번째로 큰 소수민족 집단이나 (조지아인 집단에 가까운 규모), 1989년 인구조사 때 77,000여명이었던 인구가 2003년 인구조사 때 45,000으로 크게 줄었다.

### 디아스포라
무하지룬으로 알려져 있는 수천명의 압하지야인들은 19세기 중반에 러시아 제국의 캅카스 침략에 저항하다 압하지야를 떠나 오스만 제국으로 피난하였다. 오늘날, 터키에는 세계에서 가장 규모가 큰 압하지야인 디아스포라 사회가 있다. 크기는 다양하게 추정된다 - 디아스포라 지도자들은 100만여명이라 한다; 압하지야인들은 150,000명에서 500,000명 정도로 추정하고 있다. 터키에 있는 압하지야인들은 대부분 수니파 무슬림들이다.

### 종교
압하지야 국민의 대부분은 기독교인 (동방 정교회와 아르메니아 사도교회), 수니파 무슬림 혹은 무교인이나, 적은 사람들만이 종교 예배를 본다. 압하지야 신이교는 최근 몇십년간 큰 부흥기를 겪었다. 압하지야에는 적은 수의 유대교, 여호와의 증인 그리고 신흥 종교의 지지자들이 존재한다. 여호와의 증인 조직은 1995년부터 공식적으로 금지당하였으나, 법령이 강제적이진 않다.
압하지야와 조지아의 헌법에 따르면, 모든 신앙인 (무신론자도 포함)들은 법 이전에 동등한 권리가 있다고 한다.
2003년에 행한 조사에 따르면, 응답자의 60%가 자신이 기독교인이라 하였고, 16%는 무슬림, 8%는 무신론자 혹은 무교자, 8%는 압하지야 토속 신앙 혹은 압하지야 신이교 신자, 2%는 기타 종교 신자 그리고 6%은 미정이라 답하였다.

### 국적 논란

#### 러시아 국적의 도입
소련의 해체 이후, 압하지야인들은 소련 시민의 신분을 유지하거나, 10년 이후에도 소련 여권을 소지하고 있었다.
2002년 이전에, 러시아 법률은 이전의 소련 거주민들이 자신들의 새로운 독립 국가의 국민이 되지 않은 상태일 때 시민권을 신청할 수 있게 하였다. 절차는 굉장히 복잡하였다. 2002년 5월 31일에 새롭게 도입된 러시아 시민권 법률은 이전의 소련 거주자들이 현재 거주지에 구애받지 않고 시민권을 습득할 수 있게 간소화된 절차를 소개하였다. 압하지야와 남오세티야에서는 신청 과정이 더욱 간소화되었고, 집을 떠나지 않고도 신청할 수 있었다. 러시아의 관료집단과 가까운 관계에 있는 러시아 국수주의 성격의 비정부기구들이 서류를 근교의 러시아 도시에 전달해주었다.
압하지야인들은 2002년에 대규모로 러시아 여권을 습득하기 시작하였다. 압하지야 내 러시아인 사회 의회라는 공공 기구가 소련 시기의 압하지야인들의 여행 서류를 수집하고 있었다고 보고되기도 하였다. 수집된 서류들은 소치라는 도시에 러시아 외무부가 특별히 세운 영사 부서에 보내졌다. 서류들이 확인된 이후에는 압하지야인들에게 러시아 여권들이 보내졌다. 2002년 6월 25일까지 대략 150,000명의 압하지야인들이 새로운 여권을 습득하여, 이미 러시아 시민권을 보유한 50,000명의 무리에 합류하였다. 수후미 관리들은 러시아 국적 취득 과정에 공식적으로 관련되지는 않았으나, 공개적으로 장려해왔다. 정부 각료들은 은밀히 졔르게니야 2002년 5월 압하지야 총리의 모스크바 방문 때 푸틴 대통령 행정부가 여권 습득에 동의하였다고 전하였다.
여권 사태는 트빌리시에 폭동을 일으켰는데, 이전에도 불안정한 러시아와의 관계를 더욱 악화시켰다. 조지아 외무부는 압하지야인들은 조지아의 국민이며 여권 할당이 "전례없는 불법 행위"라 주장하는 성명서를 발표하였다. 예두아르트 셰바르드나제 조지아 대통령은 블라디미르 푸틴에게 설명을 요구할 것이라 하였다. 니노 부르자나제 의회 대변인은 이 문제를 다가오는 OSCE 의회의 안건으로 올릴 것이라 하였다.
2011년 2월 1일이 러시아-압하지야 국경을 건너는데 소련의 여권이 유효한 마지막 날짜였다. 압하지야 여권비자국의 직원 말에 따르면, 2000명에서 3000명 정도의 (대부분 노인) 사람들이 새로운 서류를 챙기지 못한 채 소련 여권과 함께 떠났다고 하였다. 이러한 사람들은 러시아 시민권을 취득할 수 없으나, 먼저 내부 압하지야 여권을 발급받고 러시아를 방문할 수 있는 여행여권을 발급 받을 수 있다.

#### 조지아인 논란
2005년에 압하지야의 동부 구역에 거주하는 조지아인들을 통합할 필요를 느낀 압하지야 지도부가 갈리, 오참치레, 트크바르첼리 구역의 거주자들에게 시민권을 수여하는 유화책을 폈다.
시민권에 대한 압하지야 법률에 따르면, 압하지야인들은 거주지에 상관없이 압하지야 국민이 될 수 있다. 압하지야인이 아닌 사람들은 1999년 10월 독립 이전에 압하지야에 최소 5년을 살았으면 시민권의 자격이 주어진다. 이 계획은 1992-1993 전쟁 때 압하지야를 떠나 이후에 갈리 구역으로 이주해온 조지아인들이 압하지야 여권을 취득하는 데 법적 장애를 만들기 위해 초점이 맞춰졌다. 압하지야 법률은 압하지야인들이 러시아와 떨어져 있는 국가와 이중 국적을 두는 것을 금지하고 있다.
갈리 지역에 돌아왔으며 압하지야 여권을 취득하고 싶은 조지아인들은, 압하지야 법률에 의하여 그들이 조지아 시민권을 포기하였음을 증명하는 서류를 제출하는 조건을 포함하여 장황한 과정을 거쳐야 한다. 바갑시 대통령은 갈리에 있는 조지아인들을 "조지아화된 압하지야인들"로 여기는 경향이 있었다. 바갑시에 의하면, 그들을 이오시프 스탈린과 라브렌티 베리야의 지도기에 끝이 난 압하지야의 조지아화 과정 중에 "조지아화된" 압하지야인들이라 하였다. 이로 인해 바갑시의 공식 연설에서는 갈리의 조지아인들을 압하지야인 인구에 포함시켰고, 그들이 그들 자신을 압하지야인 대신 조지아인으로 생각하는 사실을 무시하였다.
2013년 초, 조지아인들의 여권화 과정은 압하지야인 반대 집단들이 독립 지역의 내부 정치계에서 주요한 논제로 만들어 정밀조사에 들어갔었고, 여권 발급은 5월로 연기되었다. 반대 측은 동부 지역의 조지아인들에게 시민권을 부여하는 과정을 포함하는 "대량의" 여권화 과정이 "독립과 영토 보전을 잃는" 위험을 가지고 있음을 우려하였다. 압스니프레스에 따르면, 스타니슬라브 라코바 압하지야 안전 보장 의회 총무는 "우리는 압하지야의 완전 조지아화의 과정을 직면하고 있다."라고 하였다.
2013년 중반의 보고서들에 따르면, 갈리의 조지아인 학교의 임원들은 수후미 관리들에게 그들의 학교를 러시아어 교육기관으로 전환하라 명령받았다.
2013년 9월 18일, 압하지야 공화국 의회는 내무부에 "불법적으로 발급된 여권들의 취소"를 요구하기 위해 검찰에서 내무부의 여권 사무소에 대한 "전면적인" 조사와 여권 발급의 과정에서 어디서 범법 행위가 일어났는지를 이끌어낼 것을 지시하는 해결안을 도입하였다. 압하지야 관리들은 갈리, 오참치레, 트크바르첼리 구역 내의 엄청난 숫자의 거주민들이 압하지야 여권을 발급받는 동시에 조지아 시민권을 유지함으로써 "압하지야 시민권법에 대한 위배"를 성립하였다고 발표하였다. 압하지야 관리들에 따르면, 26,000개 이상의 여권이 갈리, 오참치레, 트크발리첼리 구역에서 발급되었고, 이 중 23,000개는 2008년 8월 러시아의 압하지야 독립 인정 이후에 발급된 것이라고 한다. 이러한 정치적 토론은 갈리 구역에 주로 거주하는 조지아계 주민들에게 이들이 또 압하지야 시민권을 박탈당하고 다시 압하지야에서 추방될 수 있다는 걱정을 안겨주었다.
2013년 10월 알렉산더 안클레프는 스타니슬라브 라코바를 사살할 것을 명령하는 문서에 서명하였다. 문서는 이 결정에 대한 이유를 설명하지 않았으나 라코바는 갈리에 거주하는 조지아인들에게 시민권을 부여하는 것에 대한 그의 정치 성향에 관련된 것이라 보았다. 라코바는 압하지야 안전보장회의의 데이터에 근거하여, 갈리에 128명의 지역 주민들이 압하지야에 대치해 싸웠다고 주장한다. 지방 정당들과 시민 기구들의 조직 회의는 라코바의 기각에 대해 우려를 표했다. 그들은 그를 기각함으로써 대통령이 "불법적인 행위를 합법행위로 만들었다."라고 주장하였다.

## 문화
압하지야어 문학의 문서화는 비교적 최근에 발생하였는데, 20세기 초에 시작되었다. 그러나, 압하지야인들은 신화 속의 인물들의 관한 설화의 시리즈인 나트 사가를 다른 캅카스인들과 공유한다. 압하지야 알파벳은 19세기에 등장하였다. 최초의 압하지야어 신문은 1917년에 창간한 압하지야로 드미트리 굴리아가 편집한 것이다.
축구는 압하지야에서 제일 유명한 스포츠이다. 다른 유명한 스포츠로는 농구, 복싱, 그리고 레슬링 등이 있다.
압하지야는 1994년부터 아마추어 압하지야 축구 리그를 운영하였으나 국제 축구 연맹의 회원 자격이 없었다.

## 같이 보기
- 가그라